# Laurêncio (homem espectável)
Laurêncio (em latim: Laurentius) foi um bizantino do século VI, ativo sob o imperador Justino II (r. 565–578). Homem espectável (vir spectabilis), sabe-se que faleceu aos 55 anos e que foi enterrado em Lenno em 4 de julho de 571.